# Tygrys i Róża
Tygrys i Róża – trzynasta książka z cyklu dla dzieci i młodzieży "Jeżycjada" autorstwa Małgorzaty Musierowicz, wydana w 1999 roku.

## Treść
Główną postacią powieści jest Laura, córka Gabrieli Borejko i Janusza Pyziaka. Bohaterka przechodzi okres dojrzewania i zaczyna buntować się przeciwko rodzinie. Wyrusza samotnie pociągiem w poszukiwaniu nieznanego ojca (który pomiędzy 4. a 5. częścią serii porzucił żonę z córkami) i trafia do Torunia, do domu jego siostry, gdzie zostaje chłodno przyjęta przez swoją ciotkę. Znajduje jednak sojuszniczkę w osobie współpracownicy Almy Pyziak – Oleńce.
Oprócz podróży Laury do Torunia, głównym wątkiem książki jest rodzące się uczucie między Robertem Rojkiem (Robrojkiem) a Natalią Borejko. Robert, po przypadkowym spotkaniu z Laurą na ulicach Torunia, z pomocą sąsiada Almy, odnajduje dziewczynkę i odwozi ją do domu. Na skutek pomyłki telefon komórkowy Roberta trafia do Natalii (znanej z powieści Nutria i Nerwus), a jej telefon do Roberta. Następnego dnia bohaterowie zauważają tę pomyłkę i Natalia rusza za Robertem, nie mając prawa jazdy. Zostaje zatrzymana przez policję, jednak w ostatniej chwili dochodzi do interwencji Robrojka, podczas której on i Natalia potwierdzają swoją wzajemną miłość.
Z opowiadania jednej z postaci z książki dowiadujemy się również o dalszych losach Janusza Pyziaka: w 1983 r., gdy zażądał rozwodu z Gabrysią, został aresztowany w Niemczech za kradzież, przemyt oraz pobicie i skazany na sześć lat więzienia, po czym wyemigrował do Brazylii. Szczegóły te nie były do tej pory znane rodzinie Borejków. Sam Pyziak pojawia się osobiście dopiero w Języku Trolli.

## Bohaterowie
- Laura Pyziak (Tygrysek) – 14-latka, która ucieka z domu.
- Róża Pyziak (Pyza) – zakochana we Fryderyku, nie rozumie zachowania swojej siostry.
- Gabriela Stryba (Borejko) – matka Pyzy, Motyla i Laury, żona Grzegorza, nie potrafi odpowiedzieć na pytania młodszej córki o ich ojcu.
- Ignacy Grzegorz Stryba (Motyl) – syn Gabrieli i Grzegorza, przyrodni brat Pyzy i Laury, miłośnik książek.
- Grzegorz Stryba – mąż Gabrieli, ojciec Motyla, ojczym Róży i Laury.
- Alma Pyziak – siostra Janusza, niemiła dla Tygrysa w Toruniu.
- Natalia Borejko (Nutria) – siostra Gaby, Idy i Pulpecji, zakochana w Robrojku, zerwała z Filipem gdy okazało się, że kazał Laurze szpiegować swoją narzeczoną (w Imieninach).
- Robert Rojek (Robrojek) – ojciec Belli, zakochany w Natalii.
- Oleńka (Myszka) – pomogła Laurze w Toruniu, pracownica Almy.